# ストレームグレン球

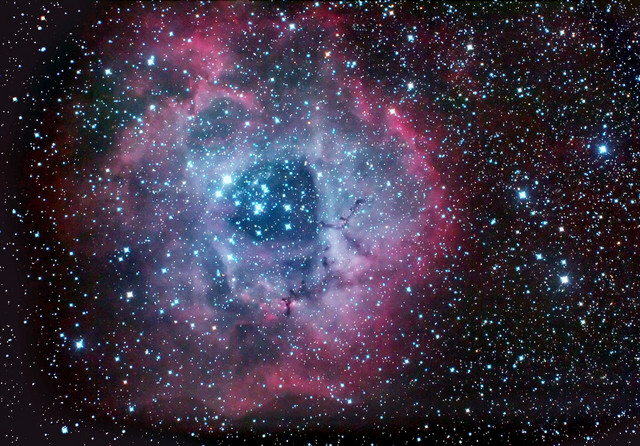
ばら星雲。画像のほぼ中央にストレームグレン球が見られる。

理論天体物理学では、O型やB型の若い恒星の周りに電離した水素 (H II) の球が形成されうるとしている。この理論は､1937年にベンクト・ストレームグレンが提唱し、後に彼の名前からストレームグレン球(Strömgren sphere)と呼ばれるようになった。ばら星雲は、HII領域の輝線星雲のこのタイプの天体として最も顕著な例である。

## 物理学
スペクトル型がOかBの非常に熱い恒星は、特に紫外線領域の非常にエネルギーの高い放射を出し、恒星の回りの中性水素を電離させる。この状態の水素は、H IIと呼ばれる。しばらく後に、自由になった電子はこれらの水素イオンと再結合する。この際、エネルギーは、単一の光子ではなく、より低いエネルギーの一連の光子として再び放出される。光子は、恒星の表面から外側に移動するにつれてエネルギーを失い、再び電離に貢献することができない程度になる。そうでなければ、恒星間の物質は全て電離してしまうことになる。ストレームグレン球は、イオン領域を記述する理論的な構造である。

## モデル
1939年にベンクト・ストレームグレンが提唱した最初の最も簡単なモデルは、所与の密度の星間物質の表面の所与の温度と光度のうえで、単一の恒星からの電磁放射の効果を計算するものだった。計算を簡単にするため、星間物質は均質で全て水素で構成されていると仮定した。
ストレームグレンによる公式は、恒星の光度と温度の関係を記述する一方、周囲の水素ガスの密度との関係も記述する。これを用いると、理想的な電離領域の大きさがストレームグレン半径として計算できる。またストレームグレンのモデルは、ストレームグレン球の端で電離度が非常に急激に低下することも示す。これは、電離水素と中性水素の間の遷移領域が、ストレームグレン球全体の大きさと比べて非常に狭いという事実のためである。
上述の関係は、以下のように書ける。
- 恒星がより熱くより光度が大きければ、ストレームグレン球はより大きくなる。
- 周囲の水素ガスの密度がより大きければ、ストレームグレン球はより小さくなる。

ストレームグレンのモデルでは、ストレームグレン球はほぼ完全に自由光子と電子から構成される。非常に少量の水素原子が存在し、その密度は表面に向かってほぼ指数関数的に増加する。球の外では、原子の周波数の放射がガスを強く冷やし、恒星からの放射が原子に強く吸収される狭い領域のように見える。従って、ストレームグレンのシステムは明るい恒星が放射の少ない物質に取り囲まれているように見え、観測が難しい。
ストレームグレンの説明では、この殻は水素の共鳴線のみを吸収し、利用可能なエネルギーは低い。恒星が超新星爆発を起こすと、放出される光は数百Kの温度に相当し、いくつかの周波数が融合して水素原子の共鳴周波数を作る。従って、恒星から放出されるほとんど全ての光が吸収され、恒星から放出されるほとんど全てのエネルギーが接線方向に増幅されて超輝度光線となる。
ネックレス星雲は、美しいストレームグレン球であり、名前の由来となった円形に並ぶ塊で構成される。この塊は、ストレームグレン球の殻からの放出物に相当する。内部の恒星は暗すぎて観測できない。
超新星残骸1987Aでは、ストレームグレン殻は砂時計のように中央がくびれ、突出部は3つの真珠ネックレスのようである。
ストレームグレンのオリジナルのモデルとマクロウによる改良モデルのどちらも塵や多重星、詳細な放射輸送その他の動力学的な効果は考慮していない。

## 歴史
1938年、アメリカの天文学者であるオットー・シュトルーベとクリス・エルヴィーは、はくちょう座とケフェウス座の輝線星雲の観測結果を公表し、その大部分は惑星状星雲とは異なり、中心に明るい恒星がなかった。彼らは、必要なエネルギー源として、O型星とB型星の紫外線放射を主張した。
1939年、ベンクト・ストレームグレンは、星間水素の電離と励起の問題について取り組み、これがストレームグレン球の概念を提唱する論文となった。しかしこれは、1937年に発表した自身の以前の論文をなぞったものであった。
2000年、ピーター・マクロウは空洞を許容する改良モデルを公表した。この空洞は、恒星風や超新星によって形成されうるものである。このモデルから得られる姿は、オリジナルのモデルと比べて、多くの実際のHII領域と近いものであった。